# Communauté rurale de Sinthiou Mamadou Boubou
La communauté rurale de Sinthiou Mamadou Boubou est une communauté rurale du Sénégal située à l'est du pays. 
Elle fait partie de l'arrondissement de Boynguel Bamba, du département de Goudiry et de la région de Tambacounda.